# Shreekrishna Gandaki
Shreekrishna Gandaki – gaun wikas samiti w zachodniej części Nepalu w strefie Gandaki w dystrykcie Syangja. Według nepalskiego spisu powszechnego z 2001 roku liczył on 2596 gospodarstw domowych i 11 452 mieszkańców (5558 kobiet i 5894 mężczyzn).